# Corregidor (Corregimiento)

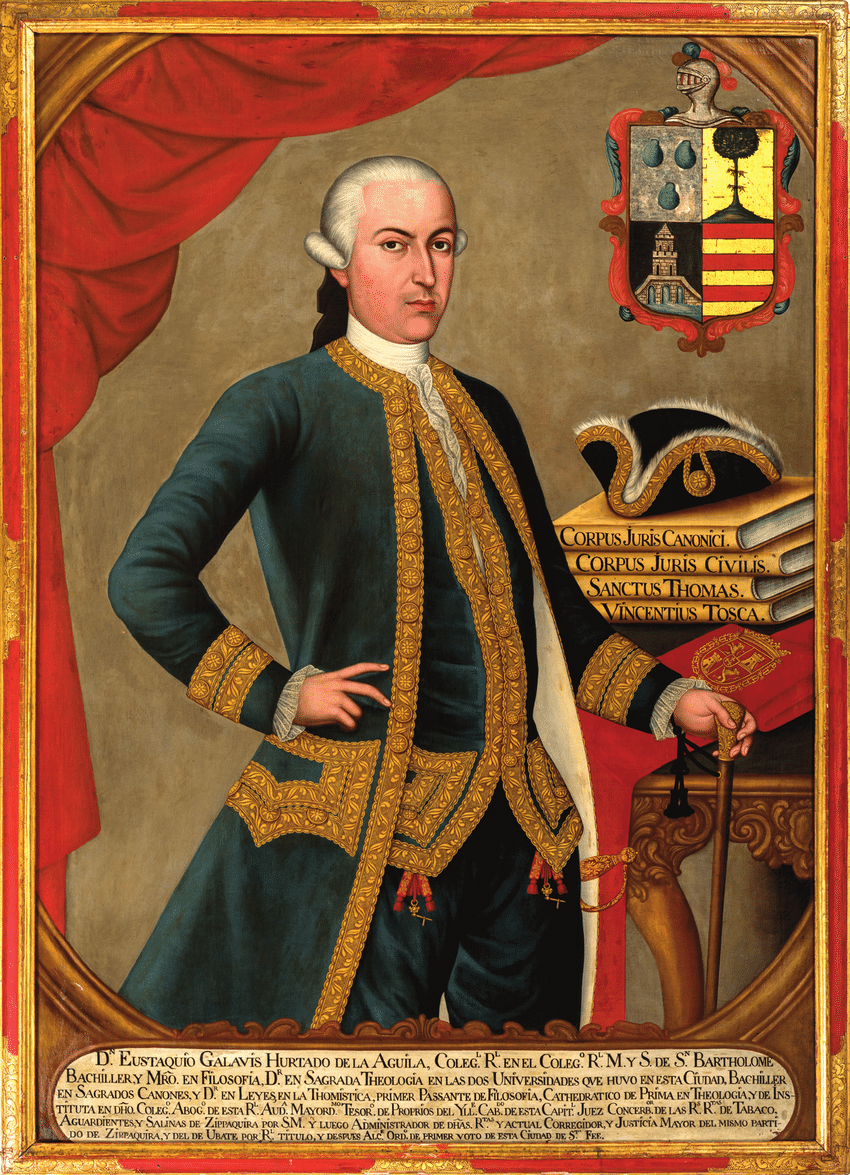
Joaquín Gutiérrez – Porträt von Eustaquio Galavís y Hurtado, Corregidor von Santa Fé (um 1750)

Ein Corregidor war ein königlicher Beamter des spanischen Reiches, dessen Amt verschiedene Bereiche und Orte umfasste, von der Provinz bis zur Gemeinde, und der das Bindeglied zwischen diesen territorialen Mächten und dem Monarchen darstellte. Sein Gerichtsstand war das Corregimiento.

## Begriffsentwicklung
Ursprünglich wurde der Corregidor als Wiederbelebung des antiken römischen Richteramts verstanden, als wandernder königlicher Kommissar, ähnlich einem königlichen Oberrichter. Um die Zeit des Granada-Krieges herum entwickelten sich die Funktionen zu mehreren dauerhaften Funktionen: Strukturierung der Regierung der spanischen Monarchie, Verwaltung der wirtschaftlichen und administrativen Entwicklung der Gemeinden, Vorsitz in den Stadträten, Bestätigung ihrer Entscheidungen, Richter in erster oder zweiter Instanz usw. Die Figur wurde bereits etwa zwei Jahrhunderte vor ihrer allgemeinen Einführung durch Isabella I. von Kastilien zwischen 1480 und 1500 ernannt. Die Katholischen Könige nutzten diese Figur als königlichen Abgesandten, um lokale Streitigkeiten zu schlichten und ihre Autorität in den Städten zu stärken.